# Chipie
Chipie est une marque de prêt-à-porter française fondée en 1967 à Carcassonne par Jean-Michel Signoles. Elle est rachetée en 1999 par le Groupe Zannier renommé Kidiliz Group.

## Histoire
La marque Chipie est fondée en 1967 à Carcassonne par Jean-Michel Signoles. Âgé de 17 ans, il revend des fripes provenant des États-Unis,, avant d'ouvrir son atelier de fabrication et de proposer des vêtements originaux. Ses jeans font connaître la marque dans toute la France. Durant les années 1980, Chipie lance une collection pour enfants sous le nom de « Chipie Junior » et rencontre le succès à l'étranger, notamment au Japon,.
Dès les années 1980, la marque se développe grâce aux produits dérivés, comme les chaussures et la maroquinerie. Elle passe des accords de licence dans différents domaines, du linge de maison à la papeterie. En 1993, le constructeur automobile Renault collabore avec l'entreprise Chipie et lance une série spéciale intitulée Clio Chipie pour rajeunir sa clientèle. En 1995, les ventes sous licence représentent 90 millions de francs de chiffre d'affaires. La même année, la marque lance une eau de toilette visant les 15-25 ans. Son réseau de distribution comprend alors 1 200 points de vente en Europe et Chipie compte 650 boutiques en France, dont 25 en nom propre. En 1999, 40 % du chiffre d'affaires, qui s'élève à 600 millions de francs (91,46 millions d'euros), provient de la vingtaine de licences.
En 1997, le fondateur Jean-Michel Signoles restructure son groupe en réduisant à quatre le nombre des filiales. La majeure partie de la production destinée au marché français est délocalisée. Les vêtements destinés aux autres marchés, comme le Japon et le Brésil, sont fabriqués sous licence par des sociétés partenaires implantées dans les pays en question. En 1999, Chipie emploie 120 salariés à Carcassonne. L'entreprise est rachetée en 1999 par le groupe de prêt-à-porter Zannier, qui étoffe ainsi son catalogue mode pour enfants. À la fin des années 2000, la marque réalise un CA annuel de 40 millions d'euros.